# Turritella nodulosa
Turritella nodulosa är en snäckart som beskrevs av King och William John Broderip 1832. Turritella nodulosa ingår i släktet Turritella och familjen tornsnäckor. Inga underarter finns listade i Catalogue of Life.